# Tutti gli uomini di Sara
Tutti gli uomini di Sara è un film italiano del 1992 diretto da Gianpaolo Tescari.

## Trama
L'avvocato divorzista Sara Lancetti, in procinto di sposarsi, inizia a ricevere messaggi e telefonate che la minacciano di morte se convolerà a nozze. Sperando di identificare la persona che ha fatto le minacce, cerca di rintracciare tutti i suoi ex fidanzati.